# Конструктикони
Конструктикони (Constructicons) су група измишљених ликова из популарне цртане серије Трансформерс.

## Генерација 1
Конструктикони, тако названи због свог посла дизајнирања, пројектовања и изградње за Десептиконе, су посебно значајни због свог статуса прве комбинерске подгрупе Трансформерса, способне да споје своја тела и умове да би створили џиновског Девастатора. Појединачни чланови тима су:
- Скрапер, вођа Конструктикона, врхунски дизајнер који осмисли бројне грађевине и уређаје које Конструктикони саграде. Иако је искрено скроман због свог посла, склон је хвалисању међу својим Конструктиконима. Трансформише се у чеони утоваривач и формира десну ногу Девастатора. Како је назначено у избаченој линији из оригиналне епизоде у којој Конструктикони дебитују, Скрапер је првобитно назван Грејвдигер (Gravedigger).
- Бонкрашер је грубијан по природи и специјалиста је за уништитељске послове. Трансформише се у булдожер и формира леву руку Девастатора.
- Скевенџер је патетични Десептикон. Жељан да докаже своју вредност колегама из тима, користи свој једини прави дар – способност његове кашике да открива разна магнетна, јонска, електрична или гасна очитавања – да пронађе вредне ствари. Трансформише се у багер и десну руку Девастатора. Првобитно је назван Скрунџ, али је погрешно изговорен као Скевенџер у дебитантској епизоди Конструктикона.
- Миксмастер је можда изгубио неколико чипова у свом логичком центру, судећи по разметању са којим преузима своју улогу производње материјала. Иако је чудак по природи, он је геније за хемију, способан да меша хемикалије у бубњу у свом алтернативном облику мешалице. Миксмастер формира леву ногу Девастатора.
- Хук је тимски перфекциониста и други у линији команди, који сматра себе превише елитним да би имао са послом са “хуљама”, како Десептикони називају себе. Трансформише се у дизалицу и формира главу и рамена Девастатора.
- Лонг Хол није срећан својом улогом преносника, носећи грађевински материјал до градилишта Конструктикона и, иако схвата свој значај, радије би да буде ратник. Трансформише се у дампер и чини доњи део тела Девастатора.

### Анимирана серија
Према Аутоботу Омеги Суприму, пре неколико милиона година, Конструктикони су били творци дивног Кристалног града у домовини Трансформерса Сајбертрону, за који је он одређен да буде стражар. Као пријатељ Конструктикона, повређен је када је Конструктиконе напао Мегатрон, који их је, тражећи појачање за своје тада малобројне трупе, предао Робо-разбијачу, уређају који је репрограмирао њихове умове и претворио их у Десептиконе. У својој првој акцији као Мегатронови војници, Конструктикони су одвукли Омегу Суприма од Кристалног града и уништили га, што је разбеснело Омегу, који зато је јурио Конструктиконе по целој планети. На крају је успео да их ухвати и привидно врати њихов програм у првобитно стање, али када се група вратила да поново сагради Кристални град, Омега је сазнао да се Мегатроново репрограмирање не може поништити – Конструктикони су још увек били Десептикони и више од тога, Мегатрон им је дао нову моћ: способност да комбинују своја тела и умове у дива знаног као Девастатор. Док се Омега Суприм борио са Девастатором, Робо-разбијач је напао Омегин ум, али га је успео зауставити пре него што је репрограмирање било завршено, међутим, Омега Суприм је изгубио своје емоције. Вођен само мржњом према Конструктиконима, Омега их је непрестано прогонио, док коначно нису побегли са Сајбертрона у свемирском броду, који је Омега прогонио широм галаксије.
Године 1984, Конструктикони су се придружили Мегатроновим снагама на Земљи, а њихова прва мисија је била импресивна – Скрапер је дизајнирао машину којом је пребацио Мегатрону моћи осталих Десептикона, и док се Мегатрон борио са Оптимусом Прајмом, одвлачећи пажњу Аутоботима, Конструктикони су напали Арк да би уништили Телетрана 1. На њихову несрећу, Арк су чували Диноботи, али, спојивши се у Девастатора, Конструктикони су постали прејаки за своје непријатеље. Повратак осталих Аутобота и откриће Мегатронове преваре је наговестило крај борбе. Када је Хаунд одвукао пажњу Девастатору џиновским холограмом, Оптимус Прајм је погодио дива у слабу тачку и принудио Конструктиконе да се раставе. Заједно са осталим Десептиконима, Конструктикони су натерани у реку лаве.
Сви Коструктикони су успели да преживе купање у лави. Тим се ускоро опет вратио у акцију, извршавајући задатке као што је помагање Мегатрону да преобрати Њујорка у Нови Сајбертрон – што је такође укључивало састављање Оптимусових делова у роботског алигатора – и градње уређаја који би парализовао Трансформерсе у њиховим облицима возила, као и оног који би их смрвио. 
Када би се Аутоботи умешали у њихове планове, Конструктикони би саставили Девастатора. Аутоботи су једном приликом одлучили да то искористе у своју корист када су открили да Конструктикони буше рупу до Земљиног језгра. Након што су поставили управљачке дискове на сваког Конструктикона, који су се у току борбе спојили у Девастатора, Аутоботи су преузели контролу над његовим умом и искористили га за своје циљеве да спрече бушилицу да стигне до језгра.
Након сазнања за планова о соларном торњу Аутобота Грепла, Скрапер и Конструктикони су се претварали да су побегли од Десептикона да би помогли њему и Хојсту да га саграде, разотркривши своју превару тек након његове изградње. Када су Десептикони почели да обољевају од дегенерације сајбертонијума, Конструктикони, који су радили нормално, су преузели пошиљку овог минерала са свемирског моста, али нису успели да зауставе Спајка и Карли да прођу поред њих и отпутују на Сајбертрон.
1985, када је Омега Суприм сазнао да су Конструктикони активни на Земљи, стигао је на планету и придружио се Оптимусовим снагама, чекајући своју прилику када ће се поново суочити са својим пријатељима. Та шанса је дошла када су Конструктикони откривени како копају астероид, а Омега је послан да испита то. Игноришући наређења Оптимуса Прајма, Омега Суприм се сукобио са Конструктиконима и током битке је поделио астероид на два дела, откривши да је астероид заправо нека врста јајета, које је инкубирало монструозно ванземаљско створење, које је касније напало Сан Франциско, док је Омега, игноришући проблем града, наставио да се бори са Конструктиконима. Оптимус Прајм се умешао у битку, убедивши Омегу да је спасавање града важније од освете, док су се Конструктикони повукли.
Градитељске вештине Конструктикона су остале и даље тражене – друга дела у то време су укључивала армију бесвесних Трансформерса саграђених од обичних земаљских кола, разне грађевине за Блицвинга, укључујући и престо направљен од деактивираних Аутобота и огроман лавиринт - и џиновски рубински ласер, али су њихове комбинационе моћи ускоро постале мање јединствене са креацијом неколико нових подгрупа Аутобота и Десептикона са истим моћима. Девастатор је чак поражен у борби са Комбатиконима, које је Старскрим специјално дизајнирао са могућношћу да се комбинују у Брутикуса за тај случај.
Године 2005, Девастатор је био главно оружје Десептикона у бици код Града Аутобота, пробијајући се кроз одбрану и зидове града и борећи се још једном са Диноботима. На повратку за Сајбертрон, Бонкрашер је предложио политику опстанка најјачих која је избацила многе рањене Десептиконе изван Астротрејна, укључујући и Мегатрона, навевши Скрапера да гласа за Конструктиконе као нове вође Десептикона. Хук се много увредио на помен да ће Саундвејв бити бољи вођа од њих.
Остатак године и кроз 2006, Конструктикони су задржали мању, али још увек важну, улогу у армији Десептикона, позајмивши своје таленте савезу Десептикона и Квинтесона конструисавши Триптикона од насељеног људског града за једну ноћ. Касније, саградили су планетарни мотор на астероиду и борили се на планети Еуритма, помагали у освајању Парадрона и узели учешћа у нападу на Јапан. Иако кратко, Конструктикони су учествовали у бици за Плазма енергетску одају 2007.
Гласове Конструктиконима су давали: Мајкл Бел (Скрапер), Нил Рос (Хук, Бонкрашер), Грег Бергер (Лонг Хол), Френк Велкер (Миксмастер), Дон Месик (Скевенџер) и Артур Бургхарт (Девастатор). Појединачни Конструктикони су шест од девет ликова који су се појавили у све 4 сезоне Генерације 1 (остали су Оптимус Прајм, Спајк и Бамблби) и наставили су да се појављују кроз ексклузивну јапанску серију Хедмастерс. Касније у јединој епизоде јапанске серије Трансформерс: Зона, Девастатор је био међу девет десептиконских генерала које је окупио зли Виоленџигер. Ипак, овај стари Десептикон је доживео свој крај у овој серији, вечно затрпан у реци лаве коју је ослободио Дај Атлас.

#### Конфликти
Оригинална серија серија је позната по својим грешака које се односе на Конструктиконе, презентујући најмање три очигледно-противречне приче које дају различита порекла групе. У својој дебитантској епизоди, последњој епизоди прве сезоне, Heavy Metal War, Мегатрон је рекао да су Конструктикони саграђени на Земљи. Опет, у епизоди из друге сезоне -{The Secret of Omega Supreme, тајна историја Омеге Суприма и Конструктикона је изашла на видело, која открива њихову прошлост на Сајбертрону, где Конструктикони првобитно нису били Десептикони, а које је зле учинио Мегатрон. Скрапер је такође начинио коментар у The Master Builders да се дивио Грепловим грађевинама на Сајбертрону, наговештавајући и ту прошлост.
Интересантно, званичан водич за серију  првобитно казује да Конструктикони немају објашњено порекло. Вероватно је то охрабрило Дејвида Вајса, писца The Secret of Omega Supreme да да ликовима објашњено порекло, несвестан конфликта са референцом из једне реченице из Heavy Metal War да су они саграђени на Земљи. И поред тога, није немогуће ускладити ове две приче ако се претпостави да када је Мегатрон рекао да су Конструктикони ”направљени” на Земљи, мисли на њихова нова земаљска тела након доласка са Сајбертрона (иронично, The Secret of Omega Supreme негира постојање сајбертронских алтернативних облика Конструктикона, пошто су се они појавили у њој као да су одувек били трансформисали у земаљска грађевинска возила). Тако испада да Конструктиконима нису модификована постојећа тела, већ да су створене потпуно нове структуре, чиме су добили могућност да функционишу и да формирају Девастатора када су остали Трансформерси на Земљи оболели од дегенерације сајбертонијума у Desertion of the Dinobots.
Трећа противречност долази из треће сезоне са епизодом Five Faces of Darkness IV, у којој Родимус Прајм сведочи Мегатроновом стварању док посредством Матрикса гледа историју, а анимација показује како Конструктикони стоје око Мегатрона, имплицирајући да су они одговорни за његово стварање, која противречи тврдњи The Secret of Omega Supreme да они нису првобитно били Десептикони. Постоји два начина за разумевање овога:
1. Конструктикони нису били зли када су направили Мегатрона. Мегатрон је или несрећним случајем створен злим или је касније постао зао. Касније је он заразио Конструктиконе као што је приказано у The Secret of Omega Supreme. А касније их је преправио на Земљи.
2. Сцена је грешка. Епизоде Faces of Darkness су познате због погрешних анимација и највероватније је да ови карактери нису били намеравани да буду прави Конструктикони, већ ликови који су подсећали на њих или генерички роботи за које су аниматори користили моделе Конструктикона да попуне улоге. Снажна индикација да је ово вероватнија чињеница је да је приказано осам Конструктикона, а не шест.

Присуство већег броја Конструктикона него што је уобичајено у Five Faces of Darkness је вероватно довело до издавања Лоад Холера, играчке Аутобота Грепла обојене у боје Конструктикона, коју је ексклузивно издала интернет-продавница Е-Хоби 2003. Његова биографија га представља као некадашњег Конструктикона пре него што су постали Десептикони, који се придружио Аутоботима након што је Мегатрон заразио његове тимске колеге преко Робо-разбијача и који је пратио посаду Оптимуса Прајма у Арку. Ово само је референца на лика Холера, Аутобота који је видљиво заснован на Грепловој играчки који се појавио накратко само у првој епизоди серије More Than Meets the Eye. Наранџасту боју у његовом анимираном појављивању, биографија Лоад Холера објашњава представљајући Лоад Холера као ”каприциозног уметника” који често мења своје боје.

### Марвелови стрипови
Порекло Конструктикона у Марвеловим стриповима није ни изближно тако компликовано. Тражећи појачање за своје снаге на Земљи, десептиконски командант Шоквејв је наредио прављење шест нових десептиконских тела, у које је затим убачен живот из Матрикса Стварања, добијеног из главе заробљеног Оптимуса Прајма. Конструктикони су одамх послани да праве велики телекомуникациони тањир да би га Саундвејв могао искористити да пошаље поруку на Сајбертрон. Када су Аутоботи покушали да се умешају, Конструктикони су открили своје скривене моћи и спојили се у Девастатора да би их отерали, дозвојавајући да порука успешно буде емитована.
Аутоботи, заинтригирани Девастаторовом јединственом способности комбинације, су покушали да ископирају то градњом Омеге Суприма. Али, пошто је Омега био састављен само од три дела, за разлику од шест Конструктикона који чине Девастатора, Аутоботи су напали базу Десептикона, измамивши Девастатора напоље да би могли да прикупе податке о њему. Ово им је омогућило да заврше градњу новог комбинерског тима, Ериалбота, који су могли да формирају Супериона, који се борио са Девастатором током авантура Трансформерса заједно са ликовима из франшизе Џи Ај Џо.
Иако су у ексклизивном британском издању Марвелових стрипова Конструктикони били у центру пажње пошто им је било наређено да лове Бастера Витвицког и још једном када је Галватрон затражио њихову услугу да саграде џиновски ласер, специјални таленти тима нису били тражени у америчким издањима све док они и Предакони нису украли велике количине ракетног горива и грађевинског материјала, са којима су Конструктикони обновили десептиконски штаб у свемирски брод. Са целокупном армијом Десептикона на броду, под командом Ратбата, су напали скуп Аутобота на Месецу и док се водила битка, Конструктикони су се пробили у Арк и повратили деактивирана тела неколико Десептикона поражених у ранијем сукобу са Омегом Супримом.

### Дримвејвови стрипови
У Дримвејвомом издању Генерација 1 универзума, Коснструктикони су било одговорни за активирање сајбертронских планетарних мотора, под командом Мегатрона 8 милиона година раније. Када је Мегатрон нестао у дубинама планете борећи се са Оптимусом Прајмом, Старскрим је привремено преузео команду и наредио Скраперу да припреми процес изравнавања Сајбертрона, што би га претворило у покретно бојно поље. Скрапер је упозоравао против такве радње, али га је Старскрим игнорисао и спречио га да заустави процес када је процес већ био започео. 1,5 милиона година касније, када се мислило да су Мегатрон и Оптимус Прајм умрлу у раним тестовима свемирски мостсвемирског моста, а Аутоботи и Десептикони се поделили у неколико мањих група, Конструктикони су прекршили правило које је комбинерским тимовима забранило да се боре удруживши се са Ратбатовим Ултраконима и борећи се са Дефенсором.
Изгледа да Конструктикони нису били у Арку када се он срушио на Земљу пре четири милиона година, али су некако нашли пут до Земље и придружили су се Мегатроновим трупама након буђења 1984. Сви Трансформерси су постали неактивни након експлозије Арка II 1999, али када су се реактивирали 2001, Девастатор је био главно оружје у Мегатроновом нападу на Сан Франциско. Дивљајући кроз град, он се борио и поразио Супериона, али га је поразио Оптимус Прајм прецизним поготком у лице, који је оборио џина. Његове остатке је покупила Земаљска одбрамбена команда и исескала и проучавала у њивој подземној бази.
Судбина Девастатора није откривена због Дримвејвовог затварања.

## Трансформерс: Армада
Иако технички није класификован као Конструктикон, Конструктикони су се поново појавили у Армади у облику Скевенџера. Као додатак именовању по једном од Генерације 1 Конструктикона, он је био обојен у њихову познату зелену и пурпурну шему. Највећа разлика између Скевенџера и његовог имењака из Г1 је то да је он сада Аутобот.
То се у почетку није чинило тако, пошто је у свом првом појављивању у серији Скевенџер био ловац на уцењене главе, нудивши своје услуге Мегатрону. Скевенџер се супротставио Хот Шоту у борби након што је млади ратник добио Свемирску сабљу. Чинило се да је Скевенџер био опасан одметник који је био у савезу са Десептиконима, али је то доведено у питање када је касније спасио Хот Шота да не буде уништен од Десептикона. Истина се коначно открила и испоставило се да је Скевенџер шпијунирао Десептиконе.
Скевенџер је био познат по својој грубој личности, којој се супротстављала његова тенденција да спава када није на дужности. Он је тренирао Армада инкарнацију Оптимуса Прајма, као и Блура и (током серије) Хот Шота. Скевенџер се трансформисао у булдожње, а његов миниконски партнер је био Ролбар.

## Трансформерс: Енергон
У Енергону постоји комбинерски тим од пет робота сличних Конструктиконима, који формирају џиновског робота знаног као Конструктикон Максимус. Анимирана серија не показује имена ових компоненти. Само је централно тело интелигентно, а удови немају свест. Пет робота се трансформишу само из облика возила у комбиновани мод, никад у облике индивидуалних робота (осим у једној епизоди ван континуитета). Тим се састоји од:
- Стимхемера (Steamhammer), вође тима који чини централно тело Конструктикона Максимуса. Биографија његове играчке га представља као мрачног и стоицизамстоичког, са примарним функцијама у комуникацији и шпијунажи, посао који ради врло добро због својих могућности да омета поруке и талента за разбијање шифри. Иако је он моћан ратник који може буквално да прегази своје непријатеље у свом алтернативном облику, радије избегава да нуде умешан у борбу. Биографија његове играчке је игнорисана у анимираној серији.
- Четири уда, Бонкрашера и Слеџа, који су постали виљушкари и Дастсторм и Вајдлоад, који се трансформишу у камионске дизалице. Свако од њих може да чини или руку или ногу Конструктикона Максимуса. Подржавајући њихову улогу бесвесних робота, њихове играчке нису добиле биографије.

Конструктикон Максимус је био јесан од четири комбинерска Трансформерса који су затворени у стању мировања испод Сајбертрона да чувају сакривени резервоар Супер Енергона. Мегатрон је, према упутству Уникрона, кренуо у потрагу за њим и у бесу је уништио непокретне роботе, само да би се на крају сакривени резервоар само открио. Пошто су се стражари пробудили, Мегатрон је потопио себе у Супер Енергон да би унапредио себе у Галватрона, а Конструктикон Максимус и Брутикус Максимус су се одмах заклели на верност Галватрону као ономе који их је пробудио. Ипак, њихов ”брат” Суперион Максимус, је одбио, препознавши Галватроново зло и удруживши се са Аутоботима.
Конструктикон Максимус је донео много ватрене моћи десептиконској страни, а он и Брутикус Максимус су имали неколико окршаја са ”издајничким” Суперионом Максимусом, све до последње свемирске битке да се заустави Галватрон којег је запосео Уникрон. Конструктикона Максимуса је деактивирао Суперион Максимус, чије је удове касније уништио Брутикус Максимус, али је онда Суперион пребацио на себе удове Конструктикона Максимуса и искористио их да порази Брутикуса, уз помоћ духа ”брата” којег је Мегатрон уништио.
Име Стимхемер је касније искоришћено за име Миникона у Сајбертрону. Глас Конструктикону Максимусу је позајмљивао Дон Браун.